# 泗水站
泗水站，位于中华人民共和国山东省济宁市泗水县济河街道，是兖石铁路上的火车站，建于1984年，由济南铁路局临沂车务段管辖。

## 业务办理
客运办理旅客乘降，行李，包裹托运业务。货运办理整车货物发到。危险货运仅办理农药，化肥发到业务。

## 車站周邊
- 临沂市铁路医院泗水诊所
- 泗水县工商行政管理局
- 龙城中学

## 歷史
- 建于1984年。